# Princess Hours
Princess Hours (hangul: 궁; hanja: 宫; rr: Goong; literalmente "Palácio") é uma série de televisão sul-coreana estrelada por Yoon Eun-hye, Ju Ji-hoon, Kim Jeong-hoon e Song Ji-hyo. Ela foi exibida pela MBC TV de 11 de janeiro a 30 de março de 2006, com um total de vinte e quatro episódios. Seu enredo é baseado no manhwa intitulado Goong de Park Soo-hee,
Princess Hours foi o décimo drama mais popular do ano de 2006 na Coreia do Sul, posteriormente o mesmo conquistou sucesso em toda a Ásia, contribuindo para a expansão da onda coreana. Devido sua recepção positiva, um spin-off foi produzido e lançado em 2007 sob o nome de Prince Hours.

## Enredo
A história se passa em uma Coreia alternativa, onde mesmo no século XXI, o país mantém sua monarquia e a família real. O rei Lee Hyeon (Park Chan-hwan) encontra-se doente, levando a família real a decidir encontrar uma consorte adequada a Lee Shin (Ju Ji-hoon), o príncipe herdeiro, permitindo que assim ele possa ascender ao trono se a situação o exigir. Ele mantém um relacionamento com a bailarina Min Hyo-rin (Song Ji-hyo), mas se vê as voltas com um casamento a ser realizado com a plebeia Shin Chae-kyeong (Yoon Eun-hye), pois no passado, seu avô o falecido rei Seongjo, fez um acordo com o avô da mesma.
As relações no palácio se tornam mais complicadas com o retorno do príncipe Lee Yul (Kim Jeong-hoon) e sua mãe, a Lady Hwa-young (Shim Hye-jin), que passaram anos exilados na Inglaterra. No passado, Lady Hwa-young foi a esposa do então príncipe herdeiro Lee Soo, que faleceu um tempo depois. Seu intuito é o de restaurar o lugar de seu filho na linha da sucessão ao trono, o que ela acredita que continua sendo legítimo dele. Uma série de eventos e intrigas ocorrem no palácio e escândalos da família real vem a tona, enquanto os sentimentos de Lee Shin e Shin Chae-kyeong se transformam.

## Elenco

### Elenco principal
- Yoon Eun-hye como Shin Chae-kyeong
- Ju Ji-hoon como o príncipe herdeiro Lee Shin
- Kim Jeong-hoon como o príncipe Lee Yul
- Song Ji-hyo como Min Hyo-rin
- Shim Hye-jin como Lady Hwa-young (mãe do príncipe Yul)

### Elenco de apoio
- Kim Hye-ja como a rainha mãe/"Tae Hoo mama" (avó de Yul e Lee Shin, esposa do falecido rei Seongjo)
- Park Chan-hwan como rei Lee Hyeon (pai de Lee Shin)
- Yoon Yoo-seon como a rainha consorte/Wang Hoo mama (mãe de Shin)
- Lee Yoon-ji como a princesa Hye-myung (irmã de Shin)
- Kang Nam-gil como o pai de Chae-kyeong
- Im Ye-jin como a mãe de Chae-kyeong
- Kim Suk como Shin Chae-joon (irmão mais novo de Chae-kyeong)
- Jeon Ji-ae como Lee Kang-hyun
- Nah Eun-kyeong como Kim Soon-young
- Dan Ji como Yoon Hee-soong
- Choi Seong-joon como Kang-in
- Lee Yong-joo como Jang-kyung
- Uhm Seong-mo como Ryu-hwan
- Lee Ho-jae como Gong Nae-kwan
- Jeon Su-yeon como Choi Sang Gung
- Kim Sang-joong como o antigo príncipe herdeiro Lee Soo (pai falecido do príncipe Yul)
- Choi Bool-am como rei Seongjo (falecido avô de Shin and Yul, e pai do ex-príncipe herdeiro Lee Soo e do rei Lee Hyeon)

## Recepção
Os números azuis representam as audiências mais baixas e os números vermelhos representam as audiências mais elevadas.
| 1     | 11 de janeiro de 2006   | 16.2% | 16.6% |
| 2     | 12 de janeiro de 2006   | 16.0% | 16.5% |
| 3     | 18 de janeiro de 2006   | 14.3% | 14.3% |
| 4     | 19 de janeiro de 2006   | 15.1% | 15.3% |
| 5     | 25 de janeiro de 2006   | 19.7% | 20.5% |
| 6     | 26 de janeiro de 2006   | 16.5% | 16.5% |
| 7     | 1 de fevereiro de 2006  | 13.7% | 14.0% |
| 8     | 2 de fevereiro de 2006  | 18.6% | 19.1% |
| 9     | 8 de fevereiro de 2006  | 24.0% | 25.2% |
| 10    | 9 de fevereiro de 2006  | 25.2% | 26.3% |
| 11    | 15 de fevereiro de 2006 | 24.5% | 25.7% |
| 12    | 16 de fevereiro de 2006 | 25.6% | 27.2% |
| 13    | 22 de fevereiro de 2006 | 25.0% | 25.8% |
| 14    | 23 de fevereiro de 2006 | 26.7% | 28.4% |
| 15    | 1 de março de 2006      | 27.9% | 28.8% |
| 16    | 2 de março de 2006      | 24.3% | 25.0% |
| 17    | 8 de março de 2006      | 25.8% | 26.1% |
| 18    | 9 de março de 2006      | 26.6% | 27.1% |
| 19    | 15 de março de 2006     | 27.0% | 27.3% |
| 20    | 16 de março de 2006     | 27.1% | 26.9% |
| 21    | 22 de março de 2006     | 24.6% | 25.2% |
| 22    | 23 de março de 2006     | 24.4% | 25.5% |
| 23    | 29 de março de 2006     | 25.4% | 26.9% |
| 24    | 30 de março de 2006     | 28.3% | 28.8% |
| Média | Média                   | 22.6% | 23.2% |

## Prêmios e indicações
| Ano                              | Prêmio                 | Categoria                                    | Beneficiário | Resultado |
| -------------------------------- | ---------------------- | -------------------------------------------- | ------------ | --------- |
| 2006                             |                        |                                              |              |           |
| Seoul International Drama Awards | Melhor Diretor de Arte | Min Uhn-ok                                   | Venceu       |           |
| MBC Drama Awards                 | Melhor Atriz Revelação | Yoon Eun-hye                                 | Venceu       |           |
| MBC Drama Awards                 | Melhor Ator Revelação  | Ju Ji-hoon                                   | Venceu       |           |
| Baeksang Arts Awards             | Melhor Atriz Revelação | Yoon Eun-hye                                 | Indicado     |           |
| 2007                             | Baeksang Arts Awards   | Melhor Atriz Revelação em série de televisão | Song Ji-hyo  | Indicado  |